# Pavillon de musique de Madame
Le pavillon de musique de Madame ou pavillon de musique de la comtesse de Provence est un bâtiment se trouvant au no 111, avenue de Paris à Versailles dans le département français des Yvelines en région d’Île-de-France.
Il est construit en 1784 par l’architecte Jean-François Chalgrin pour la comtesse de Provence, femme de Monsieur, frère du roi Louis XVI et futur roi Louis XVIII.
Il faisait partie d'un vaste domaine, morcelé depuis, auquel appartenait également le pavillon Madame, qui fait partie depuis 1913 du lycée privé Sainte-Geneviève.

## Histoire

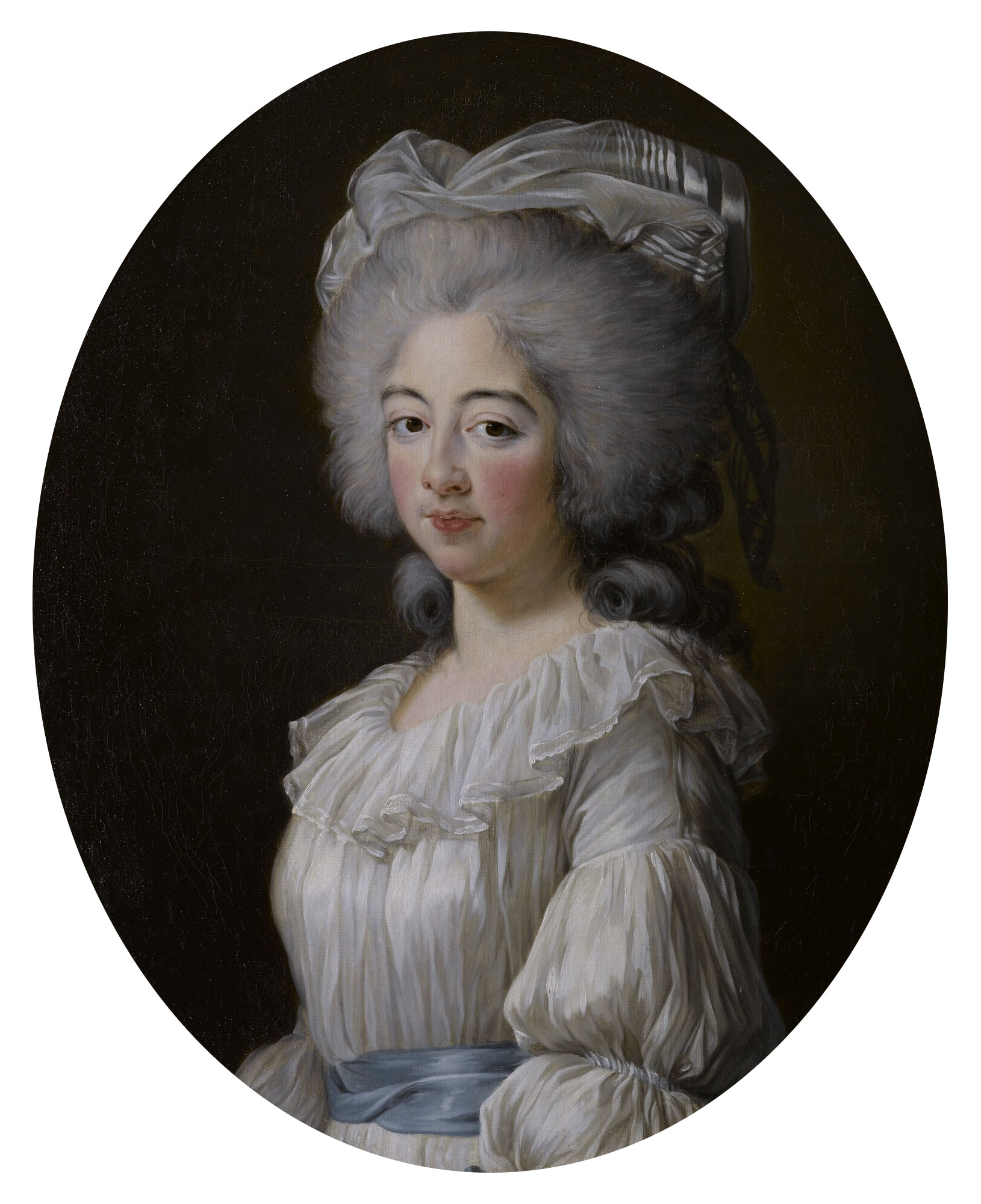
S.A.R. Madame la comtesse de Provence - Élisabeth Vigée Le Brun - 1782

Pour s'éloigner de l'agitation de la Cour, la comtesse de Provence constitue à partir de 1780 un vaste domaine d'une douzaine d'hectares dans un faubourg de Versailles dit le Grand Montreuil. Elle fait aménager le parc à l'anglaise et l'agrémente de nombreuses fabriques.
Le pavillon de musique est construit en 1784 par Chalgrin, premier architecte et intendant des bâtiments du comte de Provence.
La plupart des fabriques sont détruites pendant et après la Révolution, durant laquelle le domaine est saisi comme bien national. Vendu le 10 avril 1794, il est séparé en deux lots.
Le pavillon de musique est acheté par la famille du bijoutier Mellerio qui le fait agrandir en 1820, par l'architecte Jean-Jacques-Marie Huvé.
Puis, après plusieurs mutations, cette partie du domaine est adjugée à Alfred Chauchard, fondateur des Grands Magasins du Louvre.
En 1902, celui-ci fait don du terrain à une société immobilière qui y crée 105 lots et qui les attribue aux employés les plus méritants de son entreprise. Au milieu de ce lotissement, dit parc Chauchard, subsiste le pavillon de musique.
En 1960, le pavillon est acquis par Jacques et Lydie Bazaine qui le font restaurer. Il appartient aujourd'hui à leur petit-fils.

## Architecture
Deux pièces du pavillon sont particulièrement remarquables. Sous le dôme, un salon de musique de forme circulaire en rotonde à l'acoustique singulière est éclairé par un lanternon. Il est orné de fresques dont le décor en trompe-l'œil simule une colonnade au milieu d'un parc et évoque l'exubérance florale et végétale d'un jardin à l'anglaise, symbolisant l'appel de la nature cher à Rousseau.
Le salon octogonal qui ouvre sur le jardin présente un précieux décor de guirlandes de fleurs en stuc et de médaillons imitant la porcelaine de Wedgwood au monogramme M de « Marie-Joséphine ».
Une vue de ce pavillon a été gravée par Krafft.

## Protection
Le pavillon fait l'objet d'une protection au titre des monuments historiques et est donc classé en intégralité par arrêté du 26 mars 1943.